# Rhithrodytes
Rhithrodytes là một chi bọ cánh cứng trong họ Dytiscidae.

## Các loài
Chi này gồm các loài:
- Rhithrodytes agnus